# 扶桑武侠傳
扶桑武侠傳(ふそうぶきょうでん)は小林正親が中心になって製作した武侠小説をテーマにしたテーブルトークRPG（TRPG）。2005年に新紀元社からB5判書籍の形態で発売された。表紙イラストは山田章博が担当。絶版。

## 概要
中国の娯楽時代小説である「武侠小説」のジャンルをストレートに再現したTRPG。中華風の架空世界を舞台にしたゲームで、プレイヤーキャラクター(PC)は様々な流派の武術を会得した武術家となり、江湖をさすらいながら様々なドラマを体験する。
キャラクターの信念を貫くことで無限の力が発揮できる「生き様ルール」、キャラクターの活躍にあわせた舞台演出を発生させる「花鳥風月ルール」など独特のロールプレイ支援システムが搭載されており、武侠小説ならではの派手でケレンミのある物語が楽しめるように作られている。

## システム

### キャラクターメイキング
キャラクタークラス制に属する。
プレイヤーキャラクター（PC)は。自分が会得している武術流派である「門派」を1つ選択する。「門派」がこのゲームキャラクタークラスにあたる。#門派の節も参照。門派ごとに「奥義」と「功夫（こうふ）」が複数設定されていて、修得ポイントの範囲内でこれらを会得することができる。
能力値は以下の8種類があり、15点を自由に割り振ることで決定される。さらにこれらの能力値の割り振った結果から、生命力を表す【命力】と精神力を表す【内力】の2つの値が導き出される。
- 陽の能力値
  - 天（体力）
  - 沢（魅力）
  - 火（知力）
  - 雷（武力）
- 陰の能力値
  - 地（心魂）
  - 山（自我）
  - 水（感覚）
  - 風（機敏）

また、全てのキャラクターは「生き様」を1つ決定する必要がある。生き様の内容はトランプを山札から引くことにとって決定される。また、決定された生き様にはスート(トランプの模様）が対応する

### 行為判定
行為判定はサイコロを使った「命力判定」と、トランプを使った「内力判定」の二種類が存在する。PCは判定を行うときにどちらの判定方法を使うかを任意に選択できる。内力判定に使うトランプの手札は、ゲームの開始時に【内力】の値と同じだけ各プレイヤーに配られる。
命力判定
判定に使用する能力値と同じ数だけ六面体サイコロを振り、出目を合計する。その値が判定達成値となる。ただし「6」の出目は10と扱う。
内力判定
手札の中からカードを一枚場に出し、カードの数字が判定達成値となる。ジョーカーは20と扱う。
判定に使用する能力値の陰陽とカードのスートが一致していれば、山札からカードを一枚さらに引き足すことができる（スートがスペードとクローバーなら「陰」、ハートとダイヤなら「陽」である）
行為判定は双方ともに上方判定である。判定達成値の十の位がその判定の「活劇段階」になる（例えば、達成値が35ならば、「三段階活劇」となる）。PCが導き出した活劇段階が、ゲームマスター(GM)の提示した活劇段階と同じならばその行為判定は「成功」、上回っていれば「大成功」となる。

#### 功夫
功夫は一般的なTRPGにおける「スキル」「技能」にあたるものである。キャラクターメイキング時に修得ポイントを消費することで会得する。功夫は門派ごとに設定されているが、門派に関係なく会得できる一般功夫もある。各功夫にはレベルのようなものがあり、これを「功夫値の上限」と呼ぶ。修得ポイントを１点消費するたびに１つの功夫の「功夫値の上限」が１点上昇する。各キャラクターはゲームの開始時に「功夫値の上限」と同じ数だけ各功夫の功夫値を得る。
行為判定を行うとき、その判定の内容が会得している功夫と関係あるならば、その功夫の功夫値を使用することで以下のボーナスが与えられる。（<歴史>の功夫を会得しているものが歴史書を調べる場合、など）
命力判定
功夫値を1点消費するごとに、判定に使用するサイコロを一個増加
内力判定
功夫値を1点消費するごとに、山札からカードを一枚引き足すことができる。

#### 生き様を貫く
PCが行為判定をするとき、PCは1つの場面につき一回だけ「生き様を貫く」と宣言することができる（この作品はシーン制である）。生き様を貫くと宣言した行為判定では、自分のキャラクターの「生き様」で決定されているスートが出るまで山札からカードを引き続け、全ての数値を足すことができる。
ただし、PC作成時に選択した「生き様」の内容にそった行動に関する行為判定でないと、このボーナスは得られない。行動が「生き様」に沿っているかどうかはゲームマスター(GM)が判断する。

### 戦闘
戦闘は攻撃側と防御側の双方が行為判定を行い、攻撃側の判定の活劇段階が防御側の活劇段階を上回ることで攻撃が命中したとされる。ダメージは攻撃側の「活劇段階」と同じ枚数のカードを山札から引き、数字を合計したものが基本になる。これにキャラクター毎に設定された殺傷値を足したものが相手に与えるダメージ値となる。
ダメージは相手の【命力】に与えるが、特技や功夫を使えば【内力】にも与えられる。

### 奥義
奥義はいわゆる必殺技のようなものであり、門派ごとにいくつか設定されている。奥義はキャラクターメイキング時に修得ポイントを消費することで会得する。奥義を使うことで、相手の防御を無効化する、一度に複数の敵を攻撃する、などの、通常では不可能な行動を行うことができる
奥義を使用するときは「奥義判定」と呼ばれる特殊な行為判定が必要となる。奥義判定は、奥義毎に設定されている「役札」を手札からどれだけ出せるかという判定である。必要な役札は「スペード」や「ダイヤ」などスートで指定される。役札を多く出せば出すほど、奥義の「招式値」というものが上昇する（どれだけ上昇するかは奥義により異なる）。この「招式値」が奥義判定の達成値の基準となる。通常の行為判定と同じく、奥義判定の達成値から活劇段階で決定される。なお、「招式値」が高くなると追加効果が得られる奥義もある。
なお、奥義には修得レベル（奥義値）が設定されており、奥義値を超える枚数の焼く札を出すことはできない。同じ奥義でもよりレベルを上昇させた者の方が高い威力をはじき出せるのである。

### 花鳥風月
手札の中からカードを一枚場に出すことによって、その場面の「舞台効果」を決定することができる。
決定できる舞台効果は、その場面の「風景」、「音楽」、「雰囲気」の三つである。なお、音楽というのはキャラクターに聞こえるわけではなく、「もしもこのゲームが映画や舞台劇ならばこのような音楽がBGMに流れるだろう」というムード作りのための描写である。
舞台効果はいわゆる花鳥風月にともなったものが演出される。例えば、ハートのカードを出せば「花」に似合った描写が、クラブならば「鳥」、スペードならば「風」、ダイヤならば「月」となる。
プレイヤーが行った花鳥風月の演出が物語のムード作りとして優れたものであるとGMが認めた場合、そのプレイヤーが担当するキャラクターの功夫値が１点回復する。

## 世界設定
『扶桑武侠傳』は江戸時代の戯作者「秋霖斎梅月（しゅうりんさいばいげつ）」の作った伝奇小説『扶桑武侠演義（ふそうぶきょうえんぎ）』を原作とするTRPGであり、その原作の世界観で遊ぶ作品である。
…という設定がされているが、この『扶桑武侠演義』はあくまで架空の作品である。
『扶桑武侠演義』の舞台である「扶桑（ふそう）」は
、「中国風の文化が根付いた架空の日本」を舞台にしており、あらわれる地名などは基本的に日本の実在の地名をベースにしている。そのため、このゲームは中国の地理や歴史をそこまで理解していなくても遊びやすいようになっている。

### 『扶桑武侠演義』概略
『扶桑武侠演義』は架空世界「扶桑」を舞台にした年代記であり、全六巻八冊によって構成されている未完の作品である。原作者の秋霖斎梅月は煙草屋を営んでいたのだが、当時、同じく煙草入れの店を構えていた山東京伝と知己となり、彼に入門して戯作を志すようになる。享和3年（1803年）に『扶桑武侠演義』の執筆を開始。作品の挿絵は、同じ門下であった曲亭馬琴の紹介により、葛飾北斎の門人である「葛西北雨（かさいほくう）」が担当した。刊行の巻を重ねるたびに人気が出ていったが、文化3年(1806年）に起こった芝の大火により梅月は34歳の若さで死亡。作品は未完となる。
梅月は執筆にあたり、架空世界「扶桑」を詳細に創作することから開始した。「扶桑」は日本をモデルにした架空世界であり、日本の神話や歴史のオマージュも組み込まれている。このことから、扶桑世界は中国の伝奇小説風の世界でありながら、和風ファンタジーとしての要素ももつ、「和中折衷」ともいうべき世界観となっている。
梅月が作った扶桑世界の設定は膨大なものであり、扶桑の歴史を描いた『扶桑史記』、地誌を描いた『扶桑風土記』などが『扶桑武侠演義』とは別に書き残されている。このゲームの世界設定はこれらの副次刊行物から作られている部分も多い。なお、梅月が作った設定資料は刊行されていないメモなども大量にあったが大火により多くは失われている。
また、小林正親の六代前の先祖に、戯作者・山東京伝と交流があり、また、俳人・小林一茶の縁戚にあたる「小林嘉エ門（八代目 嘉エ門）」という人物がおり、
読売（瓦版）や戯作本、役者絵と一緒に煙草を販売する、今で言うコンビニのような店を作り、財を築いたという。
その煙草屋という商売から、当時、江戸京橋の南（現在の銀座一丁目）に紙製煙草入れ店を開いていた山東京伝と親しくなり、その門人となったが、彼の残した戯作・俳句などは戦災により全て焼失してしまっているという。

### 『扶桑武侠演義』あらすじ
巻之一　方士徐福、扶桑にて王となる。
第一巻は中国史に名を残す道士(方士)である徐福を主人公とする扶桑開闢の物語である。
秦の始皇帝の命を受け、不老長寿の仙薬を探しに童男童女数千人を引き連れて東海へ旅立った方士徐福は、倭国へ辿り着く。そこは「覇王」を名乗る王が妖術で支配している国であった。徐福は稲作などの高度な文化を倭国の民にもたらし人心を集めるが、覇王はそのことをよくは思わず、部下である「十三鬼将軍」をさしむけて略奪を開始した。これに対抗すべく徐福は連れてきた童男童女たちに仙術を教え、覇王と徐福との間に壮大な戦いが起こる。この末に覇王は不死山（ふしさん）に封じ込められ、徐福は倭国の王となった。
巻之二　扶蘇、死を退け扶桑に至る
第二巻は始皇帝の息子である扶蘇を主人公とする物語である。
始皇帝の長子である扶蘇は、父の焚書坑儒をいさめたことにより追放され、北方の僻地へと流された。その地で名将蒙恬とともに異民族と戦い、平和をもたらした。
始皇帝の死後、秦の後継者の座を狙う末弟の胡亥が、丞相・李斯、宦官・趙高とともに、長子である扶蘇を亡き者にする謀略をたくらんだ。扶蘇の元には彼らにより作られたニセの命令がとどき、その内容は扶蘇に自害を強要するものであった。父の本物の命令と信じて疑わなかった扶蘇は自害を為そうとするが蒙恬の説得のよりそれを思いとどまり、扶蘇は蒙恬ら忠臣とともに東海への亡命の旅に出た。
巻之三　扶蘇王大福、国譲り
第三巻は扶蘇による扶桑王朝建国の物語である。
倭国にたどりついた扶蘇は、この地を支配する大福王と面会する。大福王こそ始皇帝の命でこの地に辿り着いた方士徐福であり、大福王はこの地の王権を扶蘇に譲ることを宣言する。
不死山の麓に生える霊樹「扶桑樹」の下で国譲りの儀は行われ、扶蘇はこの地を永遠に守護することを誓う。この際扶蘇は「もしも帝が廃され扶桑王朝が滅んだ時は、扶桑樹は扶桑の大地に戻り、民たちは一人残らず花や鳥に姿を変えて果てる」という万世一系の誓いを立てた。扶桑樹はこの誓いを聞き入れ、大地を剥ぎ取りその跡に5つの湖をつくり、大海へと消えていった。
巻之四　奸臣、覇王の岩戸を開く
第四巻は4人の武侠が扶桑を救うために奮闘する物語である。そのプロットには水滸伝の影響も受けている。
扶桑王朝は千年を超えて繁栄したが、四十八世元樹帝の頃、宰相である成望元が帝位簒奪の野望を抱き、不死山に封印された覇王と十三鬼将を復活させようとした。これに気づいた仙人徐福は弟子である4人の武侠を派遣する。「剣の玄武」「刀の朱雀」「棍の白虎」「槍の青龍」の4人は成望元と激しい戦いを行い、自らの命を犠牲にして覇王の復活は阻止したものの、この事件の影響で不死山は大噴火を起こし、扶桑は「大殺戒」と呼ばれる天変地異にみまわれた。
巻之五　双樹のごとく、朝廷分かれる
第五巻は扶桑王朝が東西に分かれる経緯を描いた物語である。
天変地異により扶桑の東部は甚大な被害を受け、それは都である大東京（だいとうけい）も例外ではなかった。四十八世である元樹帝は七人の武侠に救われ、西国の飛鳥京（あすかけい）へ逃れ朝廷の血筋は絶えることはなかったが、天変地異により民草の心は荒れ、朝廷の権威は地に堕ちた。
元樹帝の死後、飛鳥京で元樹帝の長娘が四十九世として帝位につくが、時を同じくして大東京にて「成望元の孫であり、元樹帝の妹の長娘」なる8歳の少女が四十九世を名乗り帝位を主張した。ここに朝廷は東西で二分し、互いに戦争を起こすようになり、扶桑の大地はさらに荒れ果てた。
巻之六　瑞雲覇王、中原の覇者となる
第六巻は東西分裂から約300年後に現れた瑞雲と呼ばれる武侠が、天下を統一しようとする荒らぶる英雄譚である。
東西分裂後、扶桑は統一王朝としての体裁を失い、南方、西方、東方、中原、北方の5つの文化圏に分かれるようになってしまった。東西王朝は小競り合いを続け、民衆はたびたびその戦争の被害を受けていた。
瑞雲（ずいうん）は朝廷によって滅ぼされた村の生き残りであり、樹上老人と呼ばれる仙人に育てられた武侠である。彼と強大弟子である飛雲（ひうん）と実力を伯仲していたが、瑞雲は次第に飛雲をねたむようになり、飛雲が実は皇族の血筋に連なるものであることを知った瑞雲は飛雲を暗殺しようとする。樹上老人はそれを止めようとするが瑞雲はそれを返り討ちにし、奥義を記した秘伝書である「陰陽八卦」を奪って逃走した。
その後、瑞雲は自らを神話時代に徐福による封印された「覇王」の転生であると宣言し、瑞雲覇王・瑞覇を名乗り朝廷打破を目指すようになる。瑞雲覇王に従うは邪派の魔侠たち。朝廷を守護する正派の武侠たちとの激しい戦いが各地で起こるようになった。いっぽう、樹上老人が残したもう一つの奥義「風化風琴拳（ふうかふうきんしょう）」に目覚めた飛雲は瑞雲との戦いを決意。そして荒廃した扶桑中原を支配下におき覇者となった瑞雲は、大東京に向かって上洛の行軍を開始した。

『扶桑武侠演義』はここまでが描かれて唐突に終わっている。そして、このゲーム『扶桑武侠傳』こそがこれより「先」に起こる物語を語るためのものである。『扶桑武侠傳』では瑞雲と飛雲の決戦で、飛雲は瑞雲に慈悲の心を問い、決闘後、二人とも人々の前から去り隠棲したとされている。瑞雲が支配していた扶桑中原は支配者を失い無法の地となり、瑞雲が組織していた魔侠の集団「天文会」では派閥争いが勃発している。

### 扶桑の大地
扶桑は日本をモデルにした世界なため、基本的な地形は日本列島と同じである。扶桑を象徴する不死山は富士山と同一の場所にあり、東の都である大東京（だいとうけい）は東京、西の都である飛鳥京（あすかけい）は京都に位置する。ただし、気候や動植物の生態、人々の文化などは日本とは大きく異なる。
扶桑に住む人々は「扶桑人」と呼ばれている。扶桑人の起源は「倭人（わじん）」と呼ばれる扶桑古来からの勢力と、大陸にある大国「中華」からの渡来人の勢力が、長い歴史の中で混ざり合ったことから生まれたとされる。扶桑人のマジョリティを占めるのは中国文化であるが、日本独自の文化を受け継ぐ人々もいる。また、中華の騎馬民族たちも「大殺戒」の混乱期に扶桑に多数移住してきており、扶桑には遊牧民的な文化勢力も存在している。現在は大殺戒の影響で海流が激変したために渡海が不可能となり、扶桑は大海の孤島と化している。
扶桑南方
日本列島で言うところの四国・九州域。本州地域に住む人々にとっては外国に等しい地域であまり知られていない。東南アジアから中央アジア（西域）がイメージされている世界で、密林や砂漠が広がる。密林にはオンランウータンや虎などが住み、砂漠にはシルクロード風の文化がある。また、扶桑少林寺なる仏教寺院があるが、瑞覇が教えを請いに訪れたのを門前払いにした為に彼の怒りを買い、百余名もの僧侶が殺されてしまった事で門戸を固く閉ざして所在も隠蔽した為、現在では扶桑少林寺の所在が分かる者はほとんどいない。
この扶桑南方の密林の中に、凶門派の総本山「五毒洞」がある。
扶桑西方
日本列島で言うところの中国地方と近畿地方。山地に囲まれた盆地であり、気候は温暖で四季の変化に富む。いわゆる「現実の日本」をイメージした地方。扶桑西朝の支配下にある。都は飛鳥京。剣聖派発祥の地にして、天蒼派の総本山でもある。大殺戒の影響が殆ど無かったために貴族勢力が幅を利かせており、要職のほぼ全てを牛耳っている。
扶桑中原
日本列島で言うところの中部地方。気候は温暖だが荒れ果てた大地は乾燥しており、強い風が吹きすさんでいる。朝廷が東西に分裂し、東朝と西朝が互いの正当性を巡って戦場としており、長きに渡る戦乱に晒されてきた（大地が荒れているのはこれが大きな原因）。その結果、無法地帯となっており、法より義を重んじる武侠たちが多くさすらう地方でもある。一時期は江湖から身を引いた瑞雲による平和な統治がされたこともあるが、東西朝廷は懲りずに戦乱を繰り返した。これによって孤児を始めとした多くの民衆の命を無残に奪われ、朝廷の横暴に瑞雲は遂に怒り、「天文会」を創設、自らを瑞雲覇王・瑞覇と改め、朝廷に宣戦布告した。天文会の武侠達によって多数の武将・兵士が討ち取られ、これに怒った東西朝廷が報復する、と繰り返され、その戦乱は泥沼化の一途を辿った。
この中原にある不死山（現実では富士山）にある「覇洞（はどう）」が天文会の本拠地だが、瑞覇が覇洞にこもって以来、天文会が指導者を失い混乱の極みとなった現在では、中原は再び無法地帯に戻っている。
扶桑東方
日本列島で言うところの関東地方。気候は温暖だが、夏は高温多湿、冬は低温乾燥となる温帯夏雨気候。漢民族の文化領域である華南、華中あたりがイメージされている。
扶桑東朝の支配下にある。平野地域が中心なため大都市も数多く、扶桑でも最大の人口密集地。扶桑の政治・経済・文化の中心地ではあるが、戦乱の世であるこの時代では朝廷の威光はこの東方地域のみのとどまっているのが現状である。都は大東京。成望元の子孫たちである成一族が東朝の要職を牛耳り、特にその中の一人である東朝丞相・成望寧は（自身が煮え湯を飲まされ続けた事もあって）武侠を殊の他憎悪しており、扶桑王朝を含め、その根絶に暗躍している。
扶桑北方
日本列島で言うところの東北・北海道地方。気候は亜寒帯性で、冬は長く雪が良く積もる厳寒地帯となる。中国北方の遊牧民文化をイメージした地域で、実際に過去に中華から騎馬民族の侵略を受けたという設定がある。そのためこの地域は契丹の文化を色濃く受け継いでいる。また、扶桑王朝にしたがわなかった「まつろわぬ民」である倭人たちの文化を受け継ぐ場所でもある。朝廷の東西分裂以降は武将たちが太守を名乗り、東西の朝廷を半ば無視する形で都市や集落単位で実質的な支配を行っている。
北海道にあたる地域は茂尻（もしり）と呼ばれており、扶桑人のほとんどが到達したことのない神秘の世界である。ここには「銭貨も戦争も貧富の差もなく、熊のように勇敢で誇り高い男と花のように美しい女が住む王国」があるといわれている。「ほとんどが到達したことのない」とあるのは、厳寒の気候と海峡の流れに阻まれてしまうためである。
また、茂尻は白虎派開祖・岳鳴雪が長き修行と研鑽の末に白虎風雷拳に開眼した地であり、修行した山は「白虎山」と名付けられている。彼が茂尻の民に危機の折には駆けつけると約束したと伝わっている。これは白虎派で現在でも伝えられており、茂尻の危機には全ての白虎派の門人が集い、これを守ると噂されている。

## 門派
『扶桑武侠傳』でキャラクタークラスに類する「門派」についての一覧。但し、文中の説明はあくまで設定なので、これに囚われ過ぎる必要は無いが、キャラ作りのソースとして参考にするのもいいだろう。キャラクターとして使えるのは天文会までの六つの門派であり、それ以外は自分達で創作するしかない。なお、門派の長は「掌門（しょうもん）」または「総帥」と呼ばれる。
剣聖派（けんせいは）
法の秩序と朝廷を守護し、世を乱す悪に対して立ち向かうことを旨とし、「剣侠七戒」と呼ばれる厳しい戒律を有する流派。
かつて大殺戒を起こした大悪人・成望元と激戦を繰り広げた四武侠の一人「剣の玄武」を祖とする「古玄武派」の門人でもあった七人の剣侠・『七士大剣聖』を祖として生まれた流派でもある。
得意武器は剣。タイプとしては騎士や侍を連想すると分かりやすいだろう。
思想等が正反対の天文会、特に瑞覇との深い因縁から「不倶戴天の敵」としており、瑞覇に奪われた掌門の証である宝剣『七岐大聖剣』を奪還する事を至上目的としている。勧善懲悪を地で行く者が多いのもこの門派の特徴。
剣には「名剣」が多い半面、（大きさ・形に至るまで）異形のものは「邪剣」として忌み嫌っており、それを持つとあらゆる功夫・奥義を使えなくなる弱点がある。
この門派の掌門は「大剣聖」と呼ばれている。また、「七星剣侠」という7人の最高幹部がおり、彼らは北斗七星の名を冠した階位を持ち、かつて七士大剣聖が編み出した『北斗七星剣陣』を組むための奥義をそれぞれに授けられている。
現在の掌門は前掌門の嫡男で、剣の腕は凡庸である反面商才に優れ、天性の人徳もあって混乱していた組織をまとめ上げ安定させており、愚昧な見た目に反して非常に食えない人物である。だが、七岐大聖剣奪還に消極的なために内部で不満が噴出しており、独自の流派を起こして要職を牛耳ろうと暗躍する一派も現れている。
飛鳥京で誕生した流派だが、現在は大東京の玄武門にある剣聖館を総本山としている。
天蒼派（てんそうは）
法の秩序を守り、世の人々に仁愛をささげることを旨とする流派。
点穴（いわゆるツボや秘孔）を扱い、癒しや支援の能力を持つが、戒律によって武器の所持を禁じている。但し、扇や物差など純粋な武器として判断されない物を持つのは許されており、それらを武器として改良した専用武器・「天蒼暗器」が存在する。
凶門派とは、医術に反する毒を使う事と武林連合時に当時の掌門を殺害した容疑があるとして深い遺恨を持っており、門派間であからさまに対立している。
争い事を嫌う博愛主義者や医者などの医療に携わる者が多いのが特徴（勿論、前述のように凶門派が関われば話は別となる）。
奥義には回復や記憶・肉体の操作などが多いが、防御不可ダメージを与える奥義もいくつか存在しているので決して戦闘が出来ない訳ではない（天蒼派にとって、敵を倒す事は最終手段と位置付けられている）。
この門派は掌門を「天蒼太陰（てんそうたいいん）」と呼び、「天蒼十五夜花（てんそうじゅうごやか）」と呼ばれる15人もの最高幹部が掌門を補佐する。
総本山が飛鳥京にあるのだが、現掌門が盲目であり、大東京の邸宅「蒼月院」から出られない事から、掌門を排しようとする独自の動きが飛鳥京を中心に出始めている。
飛雲会（ひうんかい）
法や組織にとらわれず、人々の自由と平和を願うことを旨とする流派。
軽業と飛刀（投擲できる小刀）を駆使するスピードファイタータイプ。神出鬼没でつかみどころの無い、飄々とした印象を持つ者が多い。
しかし、自由と平和を乱す者を決して許さない厚い義侠心だけは門派の人間が共通して持っている。
内部抗争や派閥争いを繰り返す他門派（白虎派を除く）とは違い、趙飛雲を慕う想いによる結びつきがあるため、門派としての結束力は非常に強い。また、いかなる組織・門派とも関わりを持たず、掌門同士で遺恨のある天文会とすら関わろうとしない。
この門派の掌門は趙飛雲、唯一人であり、彼以外が掌門になる事も無い。但し、幹部はおろか階級も無いので「先輩」「後輩」と呼び合う程度でしかない。
六流派で唯一、本拠地を持っていない。
白虎派（びゃっこは）
この世で苦しむ弱きものを助け、悪をくじくことを旨とする流派。
棍と拳法・掌法を扱う屈強なパワーファイタータイプで、攻撃や防御、自己回復といった奥義を持つ。
弱きものを決して見捨てない義侠心と公正中立を貫く強い意思を持つ者が多く、門派自体もあらゆる組織と距離を取っており、関わりを持とうとはしない。ただし、丐幇だけは別で、彼らとは固い結び付きを持っており、特に情報面で協力体制にある。
唯一、軽功を使えないため、所謂ワイヤーアクションを連想させるロールプレイが出来ないが、その代わりにあらゆる物を破壊し突破する荒技とも言うべき功夫を持っており、豪快さにかけては門派一である。また「古白虎派」を源流としていると言われているが、剣聖派と違い、口伝でしか伝えられていないため、確証を得るのは困難である。
一応ではあるが戒律もあり、それは「義侠心を第一に重んじる事」と「江湖の掟を重んじ、それを守る事」である。それ故に、義侠心の無い恥ずべき行為をした者に対してはたとえ同門の師父であろうとも、その人格を否定するほど、最も義侠心を重んじる門派である。
この門派の掌門は「大酔侠」と呼ばれている。幹部も階級も存在しないが、義侠心の元に門人が一致団結する事もある。そのため、飛雲会以外の他門派に起こっている内部争いとも無縁である。
本拠地は白虎派開祖が白虎風雷拳を開眼した北方の「白虎山」とされている。
凶門派（きょうもんは）
いかなる法や組織にもとらわれず、悪を滅する断罪の手となることを旨とする流派。
暗器や毒手の使い手である暗殺者。ただ、その特殊性ゆえに本来の目的から逸脱して悪事に手を染める者が後を絶たない事から民衆からも恐れられている。
かつて天文会とは同盟関係にあったが、当時の掌門が「世の安寧を願う」目的で天文会を裏切り武林連合に加盟するが、後に当時の天蒼派掌門の殺害容疑をかけられた事から天蒼派と敵対関係になった上に連合を追放される形で脱退。当時の掌門は自害に追い込まれ、前述の経緯から天文会からも敵視されている。
その後、新たな掌門が金による暗殺を推奨した事でこの門派を恐怖の代名詞にしていったが、近年、突如現れた怪人『清風判官』・西門銀沙が掌門を始めとした105人の外道を殺害し、新たな掌門に就いた。その際に西門銀沙は「悲しみから目を逸らすな。我らが『毒手』は、か弱き者たちの復讐の、唯一の『断罪の手』である」という新しい戒律を作り、門人たちに課した。
これらの経緯から本来の目的を貫き通す事が出来る心意気を持つ者は希有に近い（勿論、演じるPCとしての立場はこれである）。
毒に精通し、一撃必殺の奥義を多く持つのが最大の特徴。
この門派は掌門を「五毒凶手（ごどくきょうしゅ）」と呼ぶ。また、「五毒判官（ごどくはんがん）」と呼ばれる掌門を補佐し、門派内の粛清を担う5人の最高幹部がいる。彼らは「黄蝦蟇」「赤蠍」「白蛇」「黒蜥蜴」「青百足」という毒に因んだ生物の名を持ち、本来の姿と本名を知るのは五毒凶手だけである。彼らは人前に出る時、それに象徴される仮面を被って現れる。
扶桑南方の密林の中にある「五毒洞」を総本山としている。
天文会（てんもんかい）
腐敗した朝廷を倒し、天文会総帥である覇王・「瑞覇」が統治する、孤児が生まれない平和な世を作り出すことを理想とする流派。
瑞覇が奪った陰陽八卦の奥義から開眼して生み出した「天文八卦掌」と呼ばれる妖術と掌法を使い、「天文鉄布」と呼ばれる気功で武器やロープ等に変化させる長い布を専用武器とする魔法戦士タイプ（というよりは「機動武闘伝Gガンダム」の東方不敗マスターアジアを連想して頂いた方が早いかもしれない）。
天文会の武侠は瑞覇に引き取られた戦災孤児が殆どであり、彼に救われ育った境遇から瑞覇に対する忠誠は絶対のものを持つ。それ故に瑞覇を軽んじたり悪口を言う者を許す事はせず、相応の制裁を与えるべきと考える者が圧倒的に多い。
朝廷のみならず、ほぼ全ての門派とは多かれ少なかれ敵対関係の状態にある。以下はその理由。
・剣聖派：朝廷を守護する門派ゆえに最も激しく対立しており、遺恨も深い。更に瑞覇が過去に剣聖派の武侠48人を殺害しており、当時の大剣聖（現大剣聖の父親）も決闘の末に殺害して掌門の証でもある『七岐大聖剣』を奪った経緯から、それを巡る抗争も未だに続いており、互いの遺恨を更に深めている。
・天蒼派：現在の掌門によって天文会武侠が大東京から掃討された事による遺恨から対立している（天蒼派自体はそれほど対立心を持っていないが、命を吸い取る奥義が天文会にある為、これに対する嫌悪を隠す事はしない）。
・飛雲会：趙飛雲が瑞覇との決闘で行った行為が卑怯であり、許されないと遺恨を持っており、軽蔑している（ただ、飛雲会自体が関係を持とうとしない為、一方的に映るというのも否めない）。
・凶門派：自分達を裏切って武林連合に加入した事に対する遺恨を持っており、対立とまではいかないが軽蔑はしている（凶門派側は中立を保っている）。
・東西朝廷：少数の天文会武侠に数万の軍隊を敗走させられる恥辱を味わった経験から「お尋ね者」としてつけ狙うほどの怨恨関係にあり、都や大都市への出入りを禁じられているばかりか関所も抜ける事すら許されていない。勿論、天文会にとっては朝廷こそ『不倶戴天の敵』に他ならない。
・白虎派：「取るに足らない門派」と言う理由で軽蔑している（逆に言えば、表立って敵対している訳でもない）。
「魔侠」と（剣聖・天蒼の両派からは特に）呼ばれてこそいるが、本来はあくまでも力の弱い民衆を守り、彼らを虐げる朝廷やその兵たちに対し敢然と立ち向かう門派であり、他門派と方向性こそ違えども正義の士である事には変わらない。ただ、この方向性ゆえに朝廷守護の剣聖派とは主義や思想が正反対であり、前述のように敵対関係になるのは、まずもって避けられない。
総帥の下には「天文会十三鬼将」と呼ばれる13人の最精鋭の将軍がいたが、第一鬼将・「血煙女」緑雲以外の全員が「武林連合（天文会、白虎派、凶門派以外の門派の連合。後に凶門派が天文会を裏切り、加盟した）」によって次々と討ち取られ、更には十三鬼将最強の女侠でもある緑雲も、大東京に向かったまま行方不明となり壊滅状態である。
唯一無二の戒律は「敗北は許さない」事であり、負けた場合は復讐を成し遂げるまで破門された状態となる。
総帥（掌門と同義）は「覇王」と呼ばれるが、これは瑞覇のみが許された称号である。また前述のように彼が選抜した13人の精鋭を「十三鬼将（じゅうさんきしょう）」と呼ぶが、瑞覇が任命しなければなれないため、現在では行方不明になった第一鬼将の緑雲以外、空位である。また、現在では指導者不在の状態であるために内部争いが激化し、外道となる者も後を絶たない状態で、組織としての崩壊の危機にある。
総本山は扶桑中原の不死山の麓にある「覇洞」と呼ばれる洞窟。現在、瑞覇はこの覇洞にこもり、内傷の治療に専念している。
その他の流派
古朱雀派、古青龍派、古白虎派
剣聖派として現在も残る「古玄武派」と共にかつて大殺戒を止めようと戦った流派。
古朱雀派：刀を武器とする流派。飛雲と瑞雲（後の瑞覇）が教えを受けていた樹上老人以外、存在が知られておらず、現在も残っているかは不明である。
古青龍派：槍を武器とする流派。後に青龍派と呼ばれる門派となったと伝えられる。但しこれは口伝であり、流派としても一般に知られていない為、確認は困難。
古白虎派：棍を武器とする流派。白虎派の源流と言われているが、口伝のみのため確証を得る事は困難であり、実際にそれを確認する術も無い。
これらはサプリメントに追加される予定だったが、サプリメント自体が発売中止となった。
扶桑少林寺派（ふそうしょうりんじは）
扶桑すべての武芸の源流を自認している門派。謎に包まれており、一説によれば、ゆうに36種を超える武器の［門派功夫］を有していると言われている。
かつては一般の者が帰依する事で伝わっていたが、瑞覇から教えを乞われたのを門前払いにした為に彼の怒りを買い、門派の僧侶が殺されてしまったのを機に外界との接触を断ち、門戸を堅く閉ざして所在も分からなくしている。それにより、余程の事情・事態にならない限り、門派の僧が外界に出る事は無い。この門派の長は「方丈（ほうじょう）」呼ばれる。
この流派は映画「少林寺三十六房」を参考にして頂けると分かりやすいだろう。
丐幇（かいほう）
厳密には流派では無く、物乞い達で組織された幇会（秘密結社）。打狗棒（犬打ち棒）と横になった姿勢から拳を繰り出す睡夢羅漢拳（すいむらかんけん）を使う組織である。
長となる幇主（ほうしゅ）は開祖の打狗棒を幇主の証として受け継ぎ、更には打狗棒法と睡夢羅漢拳を伝授される事によって、初めて幇主の座に就く事が出来る。
丐幇に属する物乞い達は弱い者の心を誰よりも知り、義侠心に厚い者達ばかりである。また恐るべき情報収集能力を有し、正義と義侠心の為ならば、その援助を惜しむ事はしない。
現在は現幇主と白虎派の現掌門との間には義兄弟の契りが成され、白虎派との協力体制にある。

## 作品一覧
- 扶桑武侠傳　（基本ルールブック。Role&Roll RPGシリーズ。ISBN 978-4775303962）